# Paolo Leon
Paolo Leon (Venezia, 26 aprile 1935 – Roma, 11 giugno 2016) è stato un economista italiano.

## Biografia
Paolo Leon è stato un economista keynesiano. Laureato in Legge, dopo un periodo di lavoro all'Ufficio studi dell'Eni sotto la direzione di Giorgio Fuà, è research student (1959) presso l'Università di Cambridge, con una borsa di studio Bonaldo Stringher della Banca d’Italia. Il suo tutor è Richard Kahn, che sarà una guida decisiva per la sua comprensione del pensiero keynesiano. Non minore sarà l'influenza di Federico Caffè, con il quale il rapporto durerà quasi trent'anni.
Nel 1961 entra alla Banca Mondiale, dove ricopre diverse posizioni, da economista senior a capo divisione. Rientra in Italia nel 1968, diventa libero docente in Economia Politica (1969), e insegna Economia dello Sviluppo alla Facoltà di Scienze Politiche di Bologna, con Beniamino Andreatta (1970-74). Diventa professore straordinario di Economia Politica nel 1974 e ordinario nel 1980: insegna a Catania, Venezia, Roma e presso la Scuola Superiore della Pubblica Amministrazione. È cofondatore della Facoltà di Economia dell'Università Roma Tre, intitolata a Federico Caffè, nel 1992, di cui poi diventò professore emerito di Economia Pubblica.
Ha diretto diversi centri studi indipendenti: ARPES (1970-80), CREL (1974-76), CLES (1982-2000), tutti dedicati alla ricerca economica e sociale. Si specializza nell'analisi costi/benefici, specialmente applicata ai settori fuori mercato (cultura, istruzione, ambiente, formazione professionale), e nello studio del mercato del lavoro.
È stato consulente della Cassa per il Mezzogiorno, per l'applicazione dell'analisi dei sistemi ai progetti idraulici e di trasporto, dell'Italconsult, per i progetti agricoli, delle Regioni Toscana e Marche per l'analisi dei distretti industriali, dell'Unione europea per le prospettive dell'occupazione. Ha introdotto le categorie dell'analisi economico collettiva nelle perizie, per conto dello Stato, in cause relative al danno ambientale (naufragio della petroliera Haven, Lago Maggiore, Marghera, Carrara, Priolo).
È stato consulente, tra le altre istituzioni pubbliche italiane, del Ministero del Bilancio, del Lavoro, dell'Ambiente. Dal 2007 al 2012 ha presieduto l'Agenzia per il controllo e la qualità dei servizi pubblici locali del Comune di Roma. Ha diretto la rivista Economia della Cultura.
Si è anche impegnato in politica, militando nel Partito Socialista Italiano.
È morto a Roma l'11 giugno 2016.

## Principali pubblicazioni
Ha pubblicato nel 1967 Structural Change and Growth in Capitalism (Johns Hopkins), molto apprezzato da Joan Robinson per le idee sulla dinamica economica: la tesi principale è la difformità dei saggi di interesse in una economia con legge di Engel (e consumi che crescono a tassi diversi) e con progresso tecnico.
Nel 1981, dopo l'avvento delle nuove politiche economiche di Ronald Reagan Margaret Thatcher, ha pubblicato L'economia della domanda effettiva (Feltrinelli) dove espone per la prima volta il tema dei fondamenti macroeconomici della microeconomia, rovesciando le impostazioni neoclassiche.
Nel 2003-2007 ha pubblicato (Giappichelli) Stato, Mercato e Collettività, in cui studia il legame tra lo Stato e l'economia nel suo complesso, e sottrae allo Stato sociale l'elemento pietista o egualitario per ricondurlo alla funzione di coesione sociale (principio di non esclusione). Nella sua vita di studioso ha anche scritto sulle relazioni economiche internazionali, sul mercato del lavoro, sulla valutazione economica dei progetti pubblici.
Nel 2013 ha pubblicato Il capitalismo e lo Stato (Castelvecchi), innovando su temi di macroeconomia.